# Hubert Schlebusch

Hubert Schlebusch

Hubert Schlebusch (* 28. Juni 1893 in München-Gladbach; † 20. Oktober 1955
in Braunschweig) war ein deutscher Lehrer, Politiker der SPD, Mitglied des Reichstages, 1945/46 erster Nachkriegs-Ministerpräsident des Landes Braunschweig und von 1946 bis 1955 erster Präsident des Verwaltungsbezirks Braunschweig.

## Frühe Jahre
Schlebusch besuchte zunächst die Volksschule in Mönchengladbach und anschließend das Lehrerseminar in Odenkirchen. Danach war er ab 1913 als Lehrer in Viersen tätig. Er nahm vier Jahre als Soldat am Ersten Weltkrieg teil und arbeitete nach Kriegsende wieder als Lehrer in Gladbach-Rheydt. Er erwarb ein Diplom als Berufsberater.

## SPD-Politiker
Schlebusch trat 1919 der SPD bei. Er wurde 1920 in den Düsseldorfer Stadtrat gewählt und Fraktionsvorsitzender seiner Partei. 1923 nahm er aktiv am Widerstand gegen die Franzosen im besetzten Rheinland teil.
Er zog nach der Reichstagswahl am 5. März 1933 als Abgeordneter des Wahlkreises 23 (Düsseldorf-West) in den Reichstag ein. 

### Zeit des Nationalsozialismus
Am 30. Januar 1933 ergriff das NS-Regime die Macht; Adolf Hitler wurde Reichskanzler.
Nach der Reichstagswahl am 5. März 1933 (das NS-Regime hatte zuvor den Wahlkampf der Oppositionsparteien massiv gestört und Grundrechte außer Kraft gesetzt) gehörte Schlebusch dem Reichstag in der achten und damit letzten Legislaturperiode der Weimarer Republik an. In dieser Eigenschaft stimmte Schlebusch bei der Reichstagssitzung am 23. März 1933 gegen das Ermächtigungsgesetz. Daraufhin wurde er als Lehrer aus dem Staatsdienst entlassen und kurzzeitig zwei Mal inhaftiert. Er wurde am 16. Juli 1933 aus seinem Heimatbezirk ausgewiesen.

### Arbeit in Braunschweig
Schlebusch siedelte daraufhin nach Braunschweig über, wo er von 1934 bis 1945 für die Schweizerische Lebensversicherungs- und Rentenanstalt in Zürich arbeitete. Nebenbei versuchte er, die zersplitterten Braunschweiger SPD-Mitglieder um sich zu sammeln, wofür er von 1933 bis 1935 mehrmals in Schutzhaft genommen wurde. Vom 21. August bis 21. November 1935 war Schlebusch im KZ Dachau inhaftiert. Auch 1938 und 1939 wurde er verhaftet.

### Erster Nachkriegs-Ministerpräsident des Landes Braunschweig
Nachdem Braunschweig am 12. April 1945 von US-Truppen besetzt worden und der noch amtierende NSDAP-Ministerpräsident Dietrich Klagges am 13. April inhaftiert worden war, setzte die US-Militärregierung zunächst Gerhard Marquordt (DVP), ehemaliger Braunschweigische Ministerpräsident von 1924 bis 1927, als Klagges’ Amtsnachfolger ein. Marquordt wurde allerdings acht Tage später verhaftet. Die britische Militärregierung setzte daraufhin Hubert Schlebusch vom 24. April 1945 bis Mai 1946 als ersten Nachkriegs-Ministerpräsidenten des Landes Braunschweig ein und ernannte ihn am 6. Mai 1945 zum Landesdirektor. Im Herbst 1945 handelte er mit dem Land Oldenburg und dem Regierungsbezirk Hannover den Vertrag über die Länderregierung für Reichsaufgaben in Niedersachsen aus – der Vertrag wurde jedoch von der britischen Militäradministration zurückgewiesen. Im Januar 1946 endete Schlebuschs Amtszeit als Ministerpräsident und Alfred Kubel wurde sein Nachfolger. Insgesamt war er vom 21. Februar 1946 bis 21. November 1946 Mitglied des Ernannten Braunschweigischen Landtages.

### Präsident des Verwaltungsbezirks Braunschweig
Nach dem Untergang des alten Landes Braunschweig durch Gründung des Landes Niedersachsen wurde Schlebusch im November 1946 zum ersten Präsidenten des Niedersächsischen Verwaltungsbezirks Braunschweig berufen. Er hatte das Amt bis zu seinem Tod am 20. Oktober 1955 inne und vertrat die Belange des alten Landes im neuen Land nachdrücklich. Im Amt des Verwaltungspräsidenten folgten ihm am 1. Januar 1956 Friedrich August Knost und 1964 Willi Thiele.
Ende 1977 wurde der Verwaltungsbezirk im Zuge der niedersächsischen Gebietsreform aufgelöst.
Schlebusch war auch Aufsichtsratsvorsitzender der Braunschweig-GmbH sowie Aufsichtsratsmitglied der Preußischen Elektrizitäts AG und der Baustoffwerke Bodenwerder GmbH. An der Technischen Hochschule Braunschweig hatte er den Kuratoriumsvorsitz der Verwaltungs- und Wirtschaftsakademie inne.
Schlebusch war verheiratet.